# 143
143（一百四十三）是142與144之間的自然數。

## 在數學中
- 合數，正因數有1、11、13和143。
  - 質因數分解為{\displaystyle 11\times 13}[1]。
- 虧數，真因數和為25，虧度為118。
- 第99個不尋常數，大於平方根的質因數為13。前一個為142、下一個為145。
- 143是第48個半質數，前一個為142、下一個為145。
  - 連續2個質數的乘積：{\displaystyle {{11}\times {13}}=143}。前一個為77、下一個為221。[2]
- 第89個無平方數因數的數。前一個為142、下一個為145。
- 第18個十进制的自我數。前一個為132、下一個為154。
- 第78個十进制的奢侈數。前一個為140、下一個為144。